# ولادیمیر موروزوف (شناگر)

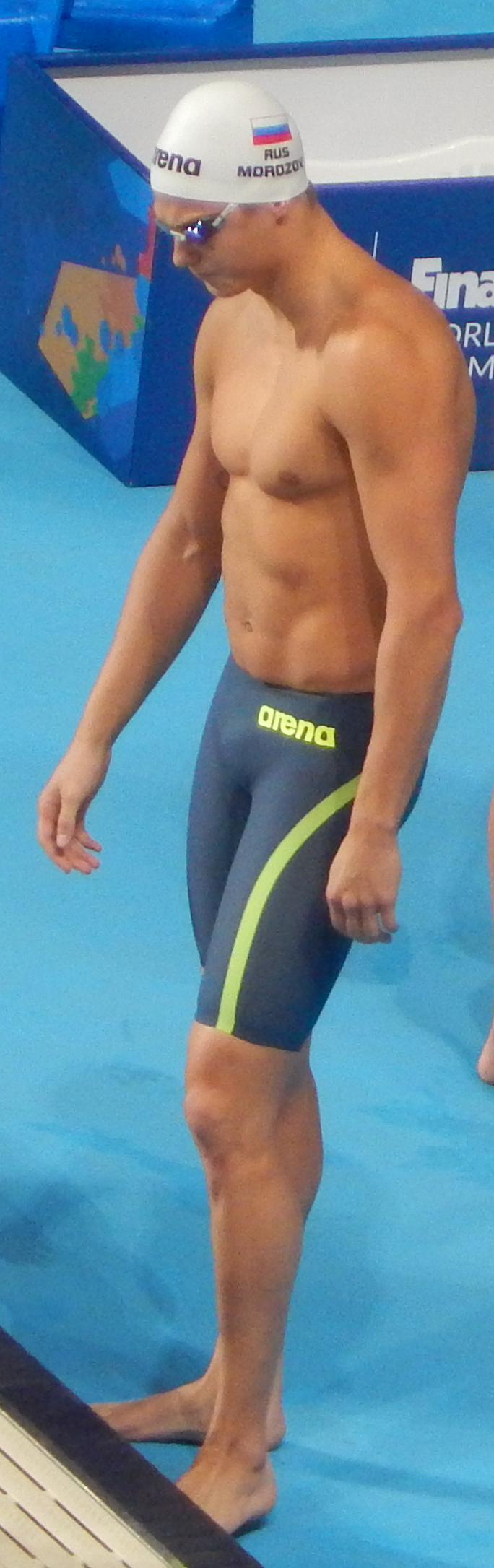

ولادیمیر موروزوف (به انگلیسی: Vladimir Morozov) (زادهٔ ۱۶ ژوئن ۱۹۹۲) شناگر اهل روسیه است.